# Здепасти бурњаци
Здепасти бурњаци или здепасте бурнице (лат. Pelecanoididae) је необична монотипична породица птица, која садржи само један истоимени род (лат. Pelecanoides), са четири или пет врста. Ова породица припада реду бурњака. Према неким ауторима, здепасти бурњаци не чине посебну породицу, већ су род у оквиру породице зовоја (лат. Procellariidae).
Због истог једног од алтернативних народних имена ове породице, а то је име пеликани и сличности латинског имена, у неким делима је породица здепасти бурњаци или пеликани (лат. Pelecanoididae) мешана са породицом несити или пеликани (лат. Pelecanidae) и истоименим редом (лат. Pelecaniformes).

## Класификација
Следеће врсте припадају роду здепастих бурњака (Pelecanoides)::
- Перуански здепасти бурњак
- Магеланов здепасти бурњак
- Јужноџорџијски здепасти бурњак
- Обични здепасти бурњак
- Кодфишки здепасти бурњак

Заједничке особине врста из рода здепасти бурњаци (лат. Pelecanoides) су:
- имају пловне кожице између предњих прстију
- по тлу се крећу неспретно, али су одлични летачи